# Fairy Star
Fairy starは、岐阜を中心に東海地区で活動した2人組のアイドルユニットである。

## 特徴
- ２人の出身はFairy星である。
- アイドル活動を隠れ蓑とし、地球の人間を含む生物から臓器をキャトルミューティレーションすることを目的とする臓器回収業者である。
- ファンは「Fairy星人」と自称する。

## メンバー

### るな（12月2日生、ピンク担当）
身長は143ｃｍでアイドルや犬、サンリオのキャラクターなどかわいいものを愛する。
アイドル好きであることから、正統派アイドルへの擬態は完璧である。
好きな臓器は小腸で、高速で巻き取ることができる。

### えもりえも（4月3日生、水色担当）
理系女子で、まぼろし博覧会などやや特殊な感性のものを愛する。
また本人にも突飛な言動が多々目立つが、その自覚はあまり無い。
その一方で｢えろもちゃん｣と称して色気を押し出した自撮り写真を公開するなどのあざとさも併せ持つ。
好きな臓器は心臓(コリコリしているため)。
臓器を抜き取る対象を気分によって選り好みする傾向にある。
彼女のファンは「えもりあん」と自称する。

## 楽曲

### オリジナル曲
- キャトルミューティレーション　（2017年6月3日公開）

Fairy Star初のオリジナル曲でジャンルはサイコホラー。
えもりえもが作詞、作曲はすぎやまめんま氏である。
「すいへいりーべ僕の舟」や「水金地火木土天海冥」など理科で聞き覚えあるフレーズが多数使用されており理系女子えもの感性が光る。
またFairy Starの設定が含まれており彼女らの設定などを理解するにはこの曲は必須である。

### カバー曲
- 夢見る15歳/スマイレージ
- スカート、ひらり/AKB48
- まっさらブルージーンズ/℃ute
- わたしが言う前に抱きしめなきゃね/juice=juice
- ピンキージョーンズ/ももいろクローバーZ
- 言い訳Maybe/AKB48
- 抱きしめてアンセム/チームしゃちほこ
- 全力少女/ももいろクローバーZ
- 恋人はスナイパー（るなソロ）/チームしゃちほこ
- ニーハイエゴイスト（えもソロ）/アフィリア・サーガ・イースト
- バリ３共和国/でんぱ組.inc
- 乙女受験戦争/チームしゃちほこ
- nerve/Bis
- まっすぐに咲く花/はにかむプロモーション
- 美濃国エボリューション/むすび@せんせーしょん
- おーだーめいど/おーだーめいど
- トリプルセブン（るなソロ）/チームしゃちほこ
- トライアングルドリーマー/虹のコンキスタドール

## 歴史
2016年7月30日　柳ヶ瀬アンツにてデビューした。
　2017年9月10日　岐阜CASPERにて初の主催ライブを行った。
　2018年2月4日　岐阜CASPERにて行ったFairy Star解散ライブ～私達、Fairly星に帰ります！～をもって活動終了。